# Nick Faldo Plays the Open
Nick Faldo Plays the Open è un videogioco di golf pubblicato nel 1985-1986 per Amstrad CPC, Commodore 64 e ZX Spectrum dalla Mind Games, un'etichetta della Argus Press Software. Prende il nome dal campione britannico Nick Faldo ed è ambientato nel Royal St. George's Golf Club, dove in quell'anno venne disputato il The Open Championship.
Venne ripubblicato per Commodore 64 anche con il titolo Open: Golfing Royal St. George's, mantenendo comunque riferimenti ufficiali a Faldo.
Qualche anno dopo uscì un altro gioco di golf molto diverso dedicato a Faldo, Nick Faldo's Championship Golf (1992-1994), pubblicato dalla Grandslam Video, editrice derivata dalla precedente Argus Press Software.

## Modalità di gioco
Il gioco riproduce fedelmente le 18 buche del Royal St. George in un'unica area di gioco contigua, ampia circa come 900 schermate. Può partecipare un solo giocatore, affrontando tutte le buche, due gruppi di nove buche, o una buca singola a scelta. La schermata di gioco è divisa in due parti: sopra si ha la visuale dall'alto sulla zona del campo circostante la pallina, sotto i vari pannelli di informazione e controllo.
I riquadri di controllo, comandati con un cursore a forma di mano, comprendono: scelta della mazza, barra della forza del tiro, direzione orizzontale del tiro con un indicatore girevole a 360°, pulsante per mostrare la mappa del campo a scala più ampia. Selezionate le impostazioni volute, si può effettuare il tiro cliccando sul riquadro centrale, che mostra il golfista animato (visibile solo qui e non sul campo). Nel caso in cui si facciano scelte inappropriate della mazza, viene chiesta conferma prima del tiro. Su Commodore e Spectrum l'animazione comprende anche il caddie che passa la mazza, ed è lui a chiedere conferma con un fumetto.
Dopo aver comandato di tirare, mentre il golfista esegue l'animazione, è ancora possibile aggiustare leggermente forza e direzione senza l'uso del cursore, agendo direttamente sui controlli direzionali. Partito il tiro, la visuale sul campo scorre fluidamente per seguire la palla.
Sono simulati bunker, rough, ostacoli d'acqua, fuori limite, ma non ci sono terreni in pendenza. Il tiro è influenzato anche dal vento, variabile in tempo reale e mostrato da un indicatore sovrapposto alla mappa. La scala di visualizzazione può essere ampliata ma non ridotta, nemmeno in corrispondenza del green, cosa che può rendere più difficile regolare i tiri quando si è vicini alla buca.